# Кулпек-Сай
Кулпек-Сай (кирг. Күлпөк-Сай) — село в Ала-Букинском районе Джалал-Абадской области Кыргызстана. Входит в состав Кёк-Ташского айылного аймака.

## География
Село расположено в юго-западной части области, на левом берегу реки Гавасай, вблизи государственной границы с Узбекистаном, на расстоянии приблизительно 42 километров (по прямой) к юго-западу от села Ала-Бука, административного центра района. Абсолютная высота — 1066 метров над уровнем моря.

## Население
Согласно оценочным данным Национального статистического комитета Кыргызской Республики, численность населения села на начало 2023 года составляла 427 человек.
| год     | 2009 | 2014 | 2015 | 2020 | 2021 | 2023 |
| ------- | ---- | ---- | ---- | ---- | ---- | ---- |
| человек | 335  | 413  | 479  | 505  | 507  | 427  |